# Tracy Austin
Tracy Ann Austin (Palos Verdes (Californië), 12 december 1962) is een voormalig tennisspeelster uit de Verenigde Staten van Amerika. Zij speelt rechtshandig en heeft een tweehandige backhand. Zij was actief in het proftennis van 1978 tot en met 1994, hoewel haar loopbaan sinds 1984 sterk was gereduceerd door permanent rugletsel. Austin is de jongste speelster in het open tijdperk die een WTA-titel won: zij was veertien jaar en 28 dagen toen zij in 1977 het toernooi van Portland won.

## Loopbaan
In haar carrière won zij in totaal dertig enkel- en vier dubbelspeltitels en één gemengd-dubbelspeltitel. Bij die enkelspeltitels waren ook twee grandslamtoernooien: het US Open in 1979, waar zij in de finale Chris Evert versloeg en met haar 16 jaar 8 maanden en 28 dagen de jongste winnaar (man of vrouw) in de geschiedenis van het US Open werd (en tot op heden2023 nog steeds is), en in 1981, toen zij in de eindstrijd afrekende met Martina Navrátilová. In maart 1980 won zij de WTA Championships – ook toen klopte zij Martina Navrátilová in de finale. Vanaf 7 april was Austin gedurende twee weken de nummer een van de wereld. Drie maanden later won zij met haar broer John de titel in het gemengd dubbelspel op Wimbledon – zij zijn de eerste zus/broer-combinatie die Wimbledon wonnen.
Drie keer (1978, 1979 en 1981) was Austin lid van het Amerikaanse Wightman Cup-team. Zij nam drie achtereenvolgende jaren (1978–1980) deel aan het Amerikaanse Fed Cup-team – in 1978 veroverden zij de titel, door in de finale van de Wereldgroep hun Australische tegenstandsters te verslaan. Dit scenario herhaalden zij in 1979 en nogmaals in 1980.
In 1992, op de leeftijd van 29 jaar, werd Austin opgenomen in de internationale Tennis Hall of Fame – daarmee was zij het jongste lid bij toelating. In 2004 ontving zij de Sarah Palfrey Danzig Award.

## Resultaten grandslamtoernooien
| Legenda | Legenda                          |
| ------- | -------------------------------- |
| g.t.    | geen toernooi gehouden           |
| l.c.    | lagere categorie                 |
| –       | niet deelgenomen                 |
| G       | uitgeschakeld in de groepsfase   |
| 1R      | uitgeschakeld in de eerste ronde |
| 2R      | uitgeschakeld in de tweede ronde |
| 3R      | uitgeschakeld in de derde ronde  |
| 4R      | uitgeschakeld in de vierde ronde |
| KF      | uitgeschakeld in de kwartfinale  |
| HF      | uitgeschakeld in de halve finale |
| F       | de finale verloren               |
| W       | het toernooi gewonnen            |
| w-v     | winst/verlies-balans             |

### Enkelspel
| Toernooi        | 1977 | 1977 | 1978 | 1979 | 1980 | 1981 | 1982 | 1983 |    | 1994 |
| --------------- | ---- | ---- | ---- | ---- | ---- | ---- | ---- | ---- | -- | ---- |
| Australian Open | –    | –    | –    | –    | –    | KF   | –    | –    | 2R |      |
| Roland Garros   | –    | –    | –    | –    | –    | –    | KF   | KF   | 1R |      |
| Wimbledon       | 3R   | 3R   | 4R   | HF   | HF   | KF   | KF   | –    | –  |      |
| US Open         | KF   | KF   | KF   | W    | HF   | W    | KF   | –    | –  |      |

### Vrouwendubbelspel
| Toernooi        | 1977 | 1977 | 1978 | 1979 |    | 1988 |
| --------------- | ---- | ---- | ---- | ---- | -- | ---- |
| Australian Open | –    | –    | –    | –    | –  |      |
| Roland Garros   | –    | –    | –    | –    | –  |      |
| Wimbledon       | 3R   | 3R   | –    | –    | –  |      |
| US Open         | 2R   | 2R   | KF   | KF   | 2R |      |

### Gemengd dubbelspel
| Toernooi        | 1977 | 1977 | 1978 | 1979 | 1980 | 1981 | 1982 |    | 1988 |
| --------------- | ---- | ---- | ---- | ---- | ---- | ---- | ---- | -- | ---- |
| Australian Open | –    | –    | –    | –    | –    | –    | –    | –  |      |
| Roland Garros   | –    | –    | –    | –    | –    | –    | –    | –  |      |
| Wimbledon       | –    | –    | 3R   | 1R   | W    | F    | 1R   | –  |      |
| US Open         | 2R   | 2R   | –    | –    | –    | –    | –    | HF |      |